# Aspilota sinibasis
Aspilota sinibasis är en stekelart som beskrevs av Fischer 1969. Aspilota sinibasis ingår i släktet Aspilota och familjen bracksteklar. Inga underarter finns listade.